# 君成田晃佑
君成田 晃佑（きみなりた こうすけ、10月14日 - ）は、日本の男性声優。岩手県出身。アイムエンタープライズ所属。

## 来歴
日本ナレーション演技研究所出身。

## 人物
趣味・スポーツはバイク、靴磨き。特技は体幹、3ボールジャグリング、腕なわとび。
資格は準中型自動車運転免許、普通自動二輪車免許、フォークリフト運転免許、危険物取扱者乙2,3,4,5,6種。

## 出演
太字はメインキャラクター。

### テレビアニメ
2021年
- 不滅のあなたへ

2022年
- 勇者パーティーを追放されたビーストテイマー、最強種の猫耳少女と出会う（私兵B）
- 群青のファンファーレ（職員）
- 恋は世界征服のあとで（月光兵B）
- 遊☆戯☆王ゴーラッシュ!!（2022年 - 2023年）
- 魔入りました!入間くん（生徒たち）

2023年
- マッシュル-MASHLE-（生徒）
- 青のオーケストラ（男子生徒）
- AIの遺電子（担任教師）
- シュガーアップル・フェアリーテイル（妖精）
- はたらく魔王さま!!（兵士）
- 冒険者になりたいと都に出て行った娘がSランクになってた
- 経験済みなキミと、経験ゼロなオレが、お付き合いする話。（輩②）
- 豚のレバーは加熱しろ（イェスマ狩り）
- BEYBLADE X（チームメイト）

2024年
- 望まぬ不死の冒険者（冒険者）
- 治癒魔法の間違った使い方（男性C、王国兵C、魔族兵C）
- 結婚指輪物語（兵士）
- 僕の心のヤバイやつ（男子生徒）
- WIND BREAKER
- 黒執事 -寄宿学校編-（生徒）
- Lv2からチートだった元勇者候補のまったり異世界ライフ（兵士②）
- クレヨンしんちゃん（客B）
- 黄昏アウトフォーカス（男子部員）
- なぜ僕の世界を誰も覚えていないのか?（レジスト兵）
- 魔導具師ダリヤはうつむかない（討伐隊員A）
- 転生したらスライムだった件（観客C）
- カードファイト!! ヴァンガード Divinez（スタッフ）
- アオのハコ（2024年 - 2025年、部員、生徒）
- 2.5次元の誘惑（アシスタントC）
- トリリオンゲーム（パーティーの客）
- 魔王2099（通行人E）

2025年
- 甘神さんちの縁結び（実況）
- SAKAMOTO DAYS（ヒーロー）
- Sランクモンスターの《ベヒーモス》だけど、猫と間違われてエルフ娘の騎士として暮らしてます（冒険者）
- グリザイア:ファントムトリガー（敵兵士）
- 一瞬で治療していたのに役立たずと追放された天才治癒師、闇ヒーラーとして楽しく生きる（ガイル）
- 紫雲寺家の子供たち（通行人A）
- キミとアイドルプリキュア♪（漫画の先輩）
- 男女の友情は成立する?（いや、しないっ!!）（男子生徒）
- 炎炎ノ消防隊 参ノ章（住民）
- 帝乃三姉妹は案外、チョロい。（俳優）
- クレバテス-魔獣の王と赤子と屍の勇者-（シロンの街の住人）
- 気絶勇者と暗殺姫（兵士）

### Webアニメ
- Plott
  - P!ece（2022年、カガミ）
  - 混血のカレコレ（2022年、カガミ）
- 異世界お届けドットコム（2023年、オモカネ、老賢者、役人風の男[5]）
- Duel Masters LOST 〜月下の死神〜（2024年、警官1）

### ゲーム
- AFKアリーナ（2021年、ティベリウス[6]、モータス[7]）
- SDガンダム バトルアライアンス（2022年、連邦兵A、デラーズ・フリート兵B、OZ兵）
- 信長の野望 覇道（2022年、長宗我部信親、片桐且元[8]）
- 信長の野望 出陣（2023年、佐竹義宣、高山右近、本庄繁長[9]）
- DNF Duel（2023年、喧嘩屋）
- BLUE PROTOCOL[10]（2023年）
- マツリカの炯-kEi- 天命胤異伝（2024年）
- メタファー：リファンタジオ（2024年）

### オーディオドラマ
- 龍華記[11][12]（2022年）
- あわいろ絵巻（2023年、かげる、客、老人）

### ドラマCD
- THE IDOLM@STER SideM GROWING SIGN@L 05 Legenders（2022年[13]）
- THE IDOLM@STER SideM CIRCLE OF DELIGHT 08 THE 虎牙道（2024年、トワ[14]）
- 秘密の森の魔術師はのどかを願う（2024年、魔術師[15]）

### 吹き替え

#### アニメ
- ラウド・ハウス・ムービー（2021年）
- ストレンジ・プラネット（2023年）
- やらなきゃ! ヘイリー（2024年、スコット・デノガ）
- 龍族 -The Blazing Dawn-（2024年、ホームレス、門番）

### オーディオブック
- 超一流の書く習慣[16]
- 鬼人幻燈抄（ナレーター[17]）

### ボイスコミック
- かめばかむほど甘くなる（2021年、神様・テレビ声[18]）
- オメガの婿取り（2022年、見合い相手３・冴木組組員１・若衆４[19]）
- ブザーをならせ！！（2022年、海原宗三郎[20]）
- 腐男子バーテンダーの嗜み（2022年、響惣一郎[21]）
- そのワンコ、取扱注意につき（2023年、黒井恭介[22]）
- 悪虐聖女ですが、愛する旦那さまのお役に立ちたいです。（とはいえ、嫌われているのですが）（2023年、オズヴァルト・ラルフ・ラングハイム[23]）
- グリーングリーングリーンズ（2024年、瀬良鷹斗[24]）
- 累々戦記（2024年、男子生徒、映画監督[25]）
- ライバル店の女に興味なんかねぇよ(2024年、一 涼一[26]）

## ディスコグラフィ

### キャラクターソング
| 発売日        | 商品名                   | 歌                                                       | 楽曲           | 備考                                       |
| ------------- | ------------------------ | -------------------------------------------------------- | -------------- | ------------------------------------------ |
| 2023年3月4日  | 【オリジナル】Best P!ece | クゥ（佐藤元）、あむ（徳留慎乃佑）、カガミ（君成田晃佑） | 「Best P!ece」 | plottアニメ『P!eceぴーす』オリジナルソング |
| 2023年4月29日 | 【オリジナル】mes        | カガミ（君成田晃佑）                                     | 「mes」        | plottアニメ『P!eceぴーす』オリジナルソング |

### 初出話一覧
1. 1 2  第1話初出
2. 1 2  第6話初出
3. 1 2  第10話初出
4. 1 2  第11話初出
5. 1 2 3  第8話初出
6. ↑  第24話初出
7. ↑  第5話初出
8. ↑  第1235話初出
9. 1 2 3  第4話初出
10. 1 2 3 4  第7話初出
11. ↑  第70話初出
12. ↑  Season2 第10話初出
13. 1 2  第16話初出
14. ↑  第19話初出
15. 1 2  第9話初出
16. ↑  第14話初出
17. 1 2  第3話初出
18. ↑  第2話初出
19. ↑  第13話初出